# Olympische Sommerspiele 2016/Rudern – Leichtgewichts-Doppelzweier (Frauen)
Der Ruderwettbewerb im Leichtgewichts-Doppelzweier der Frauen im Rahmen der Ruderregatta der Olympischen Sommerspiele 2016 in Rio de Janeiro wurde vom 7. bis 12. August 2016 in der Lagune Rodrigo de Freitas ausgetragen. 40 Athletinnen in 20 Mannschaften traten an.
Der Wettbewerb, der über die olympische Ruderdistanz von 2000 Metern ausgetragen wurde, begann mit vier Vorläufen mit jeweils fünf Mannschaften. Die jeweils erst- und zweitplatzierten Mannschaften der Vorläufe qualifizierten sich direkt für das Halbfinale A/B, während die verbleibenden zwölf Mannschaften in die beiden Hoffnungsläufe mussten. Hier qualifizierten sich noch einmal die ersten beiden Teams für das Halbfinale A/B und die vier letztplatzierten Boote für das Halbfinale C/B um die Plätze 13 bis 20. In den beiden Läufen des Halbfinals A/B qualifizierten sich jeweils die drei erstplatzierten Mannschaften für das Finale, während die viert- bis sechstplatzierten im B-Finale um Platz 7 bis 12 ruderten. Ebenso qualifizierten sich in den beiden Läufen des Halbfinals C/D jeweils die drei erstplatzierten Mannschaften für das C-Finale um Platz 13 bis 18, während die viertplatzierten im D-Finale um Platz 19 und 20 ruderten. Im Finale am 12. August kämpften sechs Mannschaften um olympische Medaillen.
Für diesen Wettbewerb galten die Regeln des Leichtgewichtsruderns. Das bedeutete, dass ein bis zwei Stunden vor jedem Wertungslauf dessen Teilnehmerinnen in Anwesenheit eines Wettkampfrichters verwogen wurden. Individuelle Ruderinnen durften nicht mehr als 59,0 kg auf die Waage bringen, gleichzeitig durfte der Mannschaftsschnitt nicht über 57,5 kg liegen. Eine Mannschaft, in der nicht gleichzeitig beide Bedingungen für alle Ruderinnen erfüllt waren, hätte nicht weiter am Wettbewerb teilnehmen dürfen.
Die jeweils für die nächste Runde qualifizierten Mannschaften sind hellgrün unterlegt.
Im Finale gewannen die Niederländerinnen Ilse Paulis und Maaike Head die Goldmedaille. Die Paarung hatte im Jahr zuvor noch im C-Finale der Weltmeisterschaften gerudert, dann aber den Europameistertitel 2016 gewonnen und souverän die letzte Qualifikationschance für die Olympischen Spiele im Mai 2016 genutzt. Silber ging an die Kanadierinnen Lindsay Jennerich und Patricia Obee vor Huang Wenyi und Pan Feihong aus der Volksrepublik China. Die Weltmeisterinnen aus Neuseeland Sophie MacKenzie und Julia Edward belegten den vierten Rang und die britische Titelverteidigerin Katherine Copeland erreichte mit neuer Partnerin Charlotte Taylor nur das C-Finale.

## Titelträger und Ausgangslage
| Olympiasieger (London 2012)            | Vereinigtes Königreich Katherine Copeland, Sophie Hosking |
| Weltmeister (Aiguebelette 2015)        | Neuseeland Sophie MacKenzie, Julia Edward                 |
| Europameister (Brandenburg 2016)       | Niederlande Ilse Paulis, Maaike Head                      |
| Weltbestzeit (6:47,69 min, Posen 2016) | Niederlande Ilse Paulis, Maaike Head                      |

## Teilnehmer
| Qualifikation                     | Nation                 | Mannschaft                                     |
| --------------------------------- | ---------------------- | ---------------------------------------------- |
| Weltmeisterschaften 2015          | Neuseeland             | Julia Edward Sophie MacKenzie                  |
| Weltmeisterschaften 2015          | Vereinigtes Königreich | Katherine Copeland Charlotte Taylor            |
| Weltmeisterschaften 2015          | Südafrika              | Ursula Grobler Kirsten McCann                  |
| Weltmeisterschaften 2015          | Kanada                 | Lindsay Jennerich Patricia Obee                |
| Weltmeisterschaften 2015          | Dänemark               | Anne Lolk Thomsen Juliane Rasmussen            |
| Weltmeisterschaften 2015          | Deutschland            | Marie-Louise Dräger Ronja Fini Sturm           |
| Weltmeisterschaften 2015          | Volksrepublik China    | Huang Wenyi Pan Feihong                        |
| Weltmeisterschaften 2015          | Polen                  | Weronika Deresz Martyna Mikołajczak            |
| Weltmeisterschaften 2015          | Irland                 | Sinéad Lynch Claire Lambe                      |
| Weltmeisterschaften 2015          | Vereinigte Staaten     | Kathleen Bertko Devery Karz                    |
| Afrikanische Qualifikation        | Tunesien               | Nour El-Houda Ettaieb Khadija Krimi            |
| Lateinamerikanische Qualifikation | Brasilien              | Fernanda Nunes Ferreira Vanessa Cozzi          |
| Lateinamerikanische Qualifikation | Kuba                   | Yislena Guzman Hernández Licet Hernández Licea |
| Lateinamerikanische Qualifikation | Chile                  | Melita Abraham Josefa Veliz                    |
| Asiatische Qualifikation          | Japan                  | Ayami Ōishi Chiaki Tomita                      |
| Asiatische Qualifikation          | Vietnam                | Ly Ho Thi Tạ Thanh Huyền                       |
| Asiatische Qualifikation          | Hongkong               | Lee Yuen Yin Lee Ka Man                        |
| Europäische Qualifikation         | Niederlande            | Ilse Paulis Maaike Head                        |
| Europäische Qualifikation         | Rumänien               | Gianina-Elena Beleagă Ionela-Livia Lehaci      |
| Europäische Qualifikation         | Italien                | Valentina Rodini Laura Milani                  |

Als zehntplatzierte Mannschaft der Ruder-Weltmeisterschaften 2015 war eine russische Rudermannschaft für den Wettbewerb im Leichtgewichts-Doppelzweier der Frauen qualifiziert. Darin waren Aljona Schatagina und Anastassija Janina gemeldet. Im Zuge der Veröffentlichung des McLaren-Reports in der russischen Staatsdopingaffäre am 18. Juli wurden beide Ruderinnen von den Olympischen Spielen durch den Weltruderverband ausgeschlossen, so dass Russland den Startplatz nicht mehr besetzen konnte. Italien rückte auf Basis der Ergebnisse der Qualifikationsregatta in Luzern nach.
In der polnischen Mannschaft musste die gemeldete Ruderin Joanna Dorociak wenige Tage vor Beginn der Regatta wegen einer Thrombose durch Martyna Mikołajczak ersetzt werden.

## Vorläufe
geplant am Sonntag, 7. August 2016, verschoben auf Montag, 8. August 2016

### Vorlauf 1
| Platz | Boot               | Besatzung                            | Zeit (min) | Qualifikation  |
| ----- | ------------------ | ------------------------------------ | ---------- | -------------- |
| 1     | China              | Huang Wenyi, Pan Feihong             | 7:00,13    | Halbfinale A/B |
| 2     | Dänemark           | Anne Lolk Thomsen, Juliane Rasmussen | 7:01,84    | Halbfinale A/B |
| 3     | Vereinigte Staaten | Kathleen Bertko, Devery Karz         | 7:07,37    | Hoffnungsläufe |
| 4     | Italien            | Valentina Rodini, Laura Milani       | 7:09,12    | Hoffnungsläufe |
| 5     | Großbritannien     | Katherine Copeland, Charlotte Taylor | 7:10,25    | Hoffnungsläufe |

### Vorlauf 2
| Platz | Boot        | Besatzung                                  | Zeit (min) | Qualifikation  |
| ----- | ----------- | ------------------------------------------ | ---------- | -------------- |
| 1     | Niederlande | Ilse Paulis, Maaike Head                   | 6:57,28    | Halbfinale A/B |
| 2     | Neuseeland  | Julia Edward, Sophie MacKenzie             | 7:02,01    | Halbfinale A/B |
| 3     | Rumänien    | Gianina-Elena Beleagă, Ionela-Livia Lehaci | 7:07,29    | Hoffnungsläufe |
| 4     | Japan       | Ayami Ōishi, Chiaki Tomita                 | 7:15,75    | Hoffnungsläufe |
| 5     | Vietnam     | Ly Ho Thi, Tạ Thanh Huyền                  | 7:29,91    | Hoffnungsläufe |

### Vorlauf 3
| Platz | Boot      | Besatzung                                       | Zeit (min) | Qualifikation  |
| ----- | --------- | ----------------------------------------------- | ---------- | -------------- |
| 1     | Südafrika | Ursula Grobler, Kirsten McCann                  | 7:07,37    | Halbfinale A/B |
| 2     | Irland    | Sinéad Lynch, Claire Lambe                      | 7:10,91    | Halbfinale A/B |
| 3     | Brasilien | Fernanda Nunes Ferreira, Vanessa Cozzi          | 7:20,79    | Hoffnungsläufe |
| 4     | Kuba      | Yislena Guzman Hernández, Licet Hernández Licea | 7:26,43    | Hoffnungsläufe |
| 5     | Tunesien  | Nour El-Houda Ettaieb, Khadija Krimi            | 7:43,33    | Hoffnungsläufe |

### Vorlauf 4
| Platz | Boot        | Besatzung                             | Zeit (min) | Qualifikation  |
| ----- | ----------- | ------------------------------------- | ---------- | -------------- |
| 1     | Kanada      | Lindsay Jennerich, Patricia Obee      | 7:03,51    | Halbfinale A/B |
| 2     | Polen       | Weronika Deresz, Martyna Mikołajczak  | 7:05,02    | Halbfinale A/B |
| 3     | Deutschland | Marie-Louise Dräger, Ronja Fini Sturm | 7:11,08    | Hoffnungsläufe |
| 4     | Chile       | Melita Abraham, Josefa Veliz          | 7:20,63    | Hoffnungsläufe |
| 5     | Hongkong    | Lee Yuen Yin, Lee Ka Man              | 7:29,87    | Hoffnungsläufe |

## Hoffnungsläufe
geplant am Montag, 8. August 2016, verschoben auf Dienstag, 9. August 2016

### Hoffnungslauf 1
| Platz | Boot               | Besatzung                              | Zeit (min) | Qualifikation  |
| ----- | ------------------ | -------------------------------------- | ---------- | -------------- |
| 1     | Vereinigte Staaten | Kathleen Bertko, Devery Karz           | 7:58,90    | Halbfinale A/B |
| 2     | Japan              | Ayami Ōishi, Chiaki Tomita             | 8:00,50    | Halbfinale A/B |
| 3     | Großbritannien     | Katherine Copeland, Charlotte Taylor   | 8:05,70    | Halbfinale C/D |
| 4     | Chile              | Melita Abraham, Josefa Veliz           | 8:11,97    | Halbfinale C/D |
| 5     | Brasilien          | Fernanda Nunes Ferreira, Vanessa Cozzi | 8:15,53    | Halbfinale C/D |
| 6     | Hongkong           | Lee Yuen Yin, Lee Ka Man               | 8:20,96    | Halbfinale C/D |

### Hoffnungslauf 2
| Platz | Boot        | Besatzung                                       | Zeit (min) | Qualifikation  |
| ----- | ----------- | ----------------------------------------------- | ---------- | -------------- |
| 1     | Rumänien    | Gianina-Elena Beleagă, Ionela-Livia Lehaci      | 8:00,47    | Halbfinale A/B |
| 2     | Deutschland | Marie-Louise Dräger, Ronja Fini Sturm           | 8:02,28    | Halbfinale A/B |
| 3     | Italien     | Valentina Rodini, Laura Milani                  | 8:03,03    | Halbfinale C/D |
| 4     | Vietnam     | Ly Ho Thi, Tạ Thanh Huyền                       | 8:19,79    | Halbfinale C/D |
| 5     | Kuba        | Yislena Guzman Hernández, Licet Hernández Licea | 8:22,05    | Halbfinale C/D |
| 6     | Tunesien    | Nour El-Houda Ettaieb, Khadija Krimi            | 8:33,49    | Halbfinale C/D |

## Halbfinale
geplant am Mittwoch, 10. August 2016, verschoben auf Donnerstag, 11. August 2016

### Halbfinale A/B 1
| Platz | Boot       | Besatzung                                  | Zeit (min) | Qualifikation |
| ----- | ---------- | ------------------------------------------ | ---------- | ------------- |
| 1     | Südafrika  | Ursula Grobler, Kirsten McCann             | 7:19,09    | Finale        |
| 2     | Neuseeland | Julia Edward, Sophie MacKenzie             | 7:19,27    | Finale        |
| 3     | China      | Huang Wenyi, Pan Feihong                   | 7:20,94    | Finale        |
| 4     | Rumänien   | Gianina-Elena Beleagă, Ionela-Livia Lehaci | 7:21,38    | B-Finale      |
| 5     | Polen      | Weronika Deresz, Martyna Mikołajczak       | 7:22,06    | B-Finale      |
| 6     | Japan      | Ayami Ōishi, Chiaki Tomita                 | 7:46,41    | B-Finale      |

### Halbfinale A/B 2
| Platz | Boot               | Besatzung                             | Zeit (min) | Qualifikation |
| ----- | ------------------ | ------------------------------------- | ---------- | ------------- |
| 1     | Niederlande        | Ilse Paulis, Maaike Head              | 7:13,93    | Finale        |
| 2     | Kanada             | Lindsay Jennerich, Patricia Obee      | 7:16,35    | Finale        |
| 3     | Irland             | Sinéad Lynch, Claire Lambe            | 7:18,24    | Finale        |
| 4     | Dänemark           | Anne Lolk Thomsen, Juliane Rasmussen  | 7:20,29    | B-Finale      |
| 5     | Vereinigte Staaten | Kathleen Bertko, Devery Karz          | 7:22,78    | B-Finale      |
| 6     | Deutschland        | Marie-Louise Dräger, Ronja Fini Sturm | 7:33,21    | B-Finale      |

### Halbfinale C/D 1
| Platz | Boot           | Besatzung                                       | Zeit (min) | Qualifikation |
| ----- | -------------- | ----------------------------------------------- | ---------- | ------------- |
| 1     | Großbritannien | Katherine Copeland, Charlotte Taylor            | 7:59,11    | C-Finale      |
| 2     | Hongkong       | Lee Yuen Yin, Lee Ka Man                        | 8:14,17    | C-Finale      |
| 3     | Vietnam        | Ly Ho Thi, Tạ Thanh Huyền                       | 8:18,47    | C-Finale      |
| 4     | Kuba           | Yislena Guzman Hernández, Licet Hernández Licea | 8:27,44    | D-Finale      |

### Halbfinale C/D 2
| Platz | Boot      | Besatzung                              | Zeit (min) | Qualifikation |
| ----- | --------- | -------------------------------------- | ---------- | ------------- |
| 1     | Italien   | Valentina Rodini, Laura Milani         | 8:11,21    | C-Finale      |
| 2     | Brasilien | Fernanda Nunes Ferreira, Vanessa Cozzi | 8:14,06    | C-Finale      |
| 3     | Chile     | Melita Abraham, Josefa Veliz           | 8:20,26    | C-Finale      |
| 4     | Tunesien  | Nour El-Houda Ettaieb, Khadija Krimi   | 8:29,45    | D-Finale      |

## Finale
Freitag, 12. August 2016

Anmerkung: Ermittlung der Plätze 1 bis 6
| Platz | Boot        | Besatzung                        | Zeit (min) |
| ----- | ----------- | -------------------------------- | ---------- |
| 1     | Niederlande | Ilse Paulis, Maaike Head         | 7:04,73    |
| 2     | Kanada      | Lindsay Jennerich, Patricia Obee | 7:05,88    |
| 3     | China       | Huang Wenyi, Pan Feihong         | 7:06,49    |
| 4     | Neuseeland  | Julia Edward, Sophie MacKenzie   | 7:10,61    |
| 5     | Südafrika   | Ursula Grobler, Kirsten McCann   | 7:11,26    |
| 6     | Irland      | Sinéad Lynch, Claire Lambe       | 7:13,09    |

### B-Finale
Anmerkung: Ermittlung der Plätze 7 bis 12
| Platz | Boot               | Besatzung                                  | Zeit (min) |
| ----- | ------------------ | ------------------------------------------ | ---------- |
| 7     | Polen              | Weronika Deresz, Martyna Mikołajczak       | 7:24,34    |
| 8     | Rumänien           | Gianina-Elena Beleagă, Ionela-Livia Lehaci | 7:24,61    |
| 9     | Dänemark           | Anne Lolk Thomsen, Juliane Rasmussen       | 7:27,36    |
| 10    | Vereinigte Staaten | Kathleen Bertko, Devery Karz               | 7:29,96    |
| 11    | Deutschland        | Marie-Louise Dräger, Ronja Fini Sturm      | 7:32,73    |
| 12    | Japan              | Ayami Ōishi, Chiaki Tomita                 | 7:42,87    |

### C-Finale
Anmerkung: Ermittlung der Plätze 13 bis 18
| Platz | Boot           | Besatzung                              | Zeit (min) |
| ----- | -------------- | -------------------------------------- | ---------- |
| 13    | Italien        | Valentina Rodini, Laura Milani         | 7:36,64    |
| 14    | Großbritannien | Katherine Copeland, Charlotte Taylor   | 7:37,89    |
| 15    | Brasilien      | Fernanda Nunes Ferreira, Vanessa Cozzi | 7:44,78    |
| 16    | Hongkong       | Lee Yuen Yin, Lee Ka Man               | 7:46,85    |
| 17    | Chile          | Melita Abraham, Josefa Veliz           | 7:46,99    |
| 18    | Vietnam        | Ly Ho Thi, Tạ Thanh Huyền              | DNS        |

Die Vietnamesinnen traten im Endlauf aus medizinischen Gründen bei Tạ Thanh Huyền nicht mehr an.

### D-Finale
Anmerkung: Ermittlung der Plätze 19 bis 20
| Platz | Boot     | Besatzung                                       | Zeit (min) |
| ----- | -------- | ----------------------------------------------- | ---------- |
| 19    | Kuba     | Yislena Guzman Hernández, Licet Hernández Licea | 7:50,21    |
| 20    | Tunesien | Nour El-Houda Ettaieb, Khadija Krimi            | 7:56,26    |